# Heilig Hartbeeld (Oosterhout, Noord-Brabant)
Het Heilig Hartbeeld is een standbeeld in de Nederlandse plaats Oosterhout, in de provincie Noord-Brabant

## Achtergrond
Dom Bellot was een Franse Benedictijner monnik in Oosterhout. Hij kreeg in 1921 toestemming om in de door hem ontworpen Oosterhoutse abdij een architectenbureau te beginnen. Naast kerken ontwierp Bellot ook het Oosterhoutse Heilig Hartbeeld. Initiatief tot plaatsing was genomen door het lokale comité van de Katholieke Sociale Actie. Het beeld was een geschenk van dhr. Hagenaars, directeur van de gieterij waar het beeld was gegoten, en werd in april 1921 opgericht naast de toren van de Sint-Jansbasiliek.

## Beschrijving
Het beeld is een staande Christusfiguur.  Hij maakt hij een zegenend gebaar met opgeheven wijs- en middelvinger van zijn rechterhand en wijst met zijn linkerhand naar het vlammende Heilig Hart op zijn borst. Het beeld staat op een granieten sokkel. Een inscriptie aan de achterkant van de voet van het beeld vermeldt: "H.M. Hagenaars en zonen. -ijzer en metaalgieterij- Oosterhout. 28 juli. 1919."